# Wohlfahrtia hirtiparafacialis
Wohlfahrtia hirtiparafacialis är en tvåvingeart som beskrevs av Cha och Zhang 1996. Wohlfahrtia hirtiparafacialis ingår i släktet Wohlfahrtia och familjen köttflugor. Inga underarter finns listade i Catalogue of Life.